# طوطی کیا
طوطی کیا پرنده‌ای بزرگ از گروه طوطی‌سانان است با نام علمی Nestor notabilis که ساکن نیوزیلند می‌باشد. این پرنده تنها طوطی کوهستانی در دنیا است.
کیاها به هوش و کنجکاوی مشهورند.
طوطی‌های کیا می‌توانند سرما و برف را تحمل کنند و حتی برخی افراد بر این باورند که آن‌ها برف بازی نیز می‌کنند. آن‌ها از غذاهای متنوع استفاده می‌کنند اما امروزه به دلیل افزایش تعداد بازدیدکنندگان و توریست‌هایی که به دیدن این پرنده می‌روند و اکثراً به آن‌ها غذا می‌دهند، عادات غذایی آن‌ها کمی تغییر کرده و ترسشان از انسان نیز بسیار کمتر شده است.

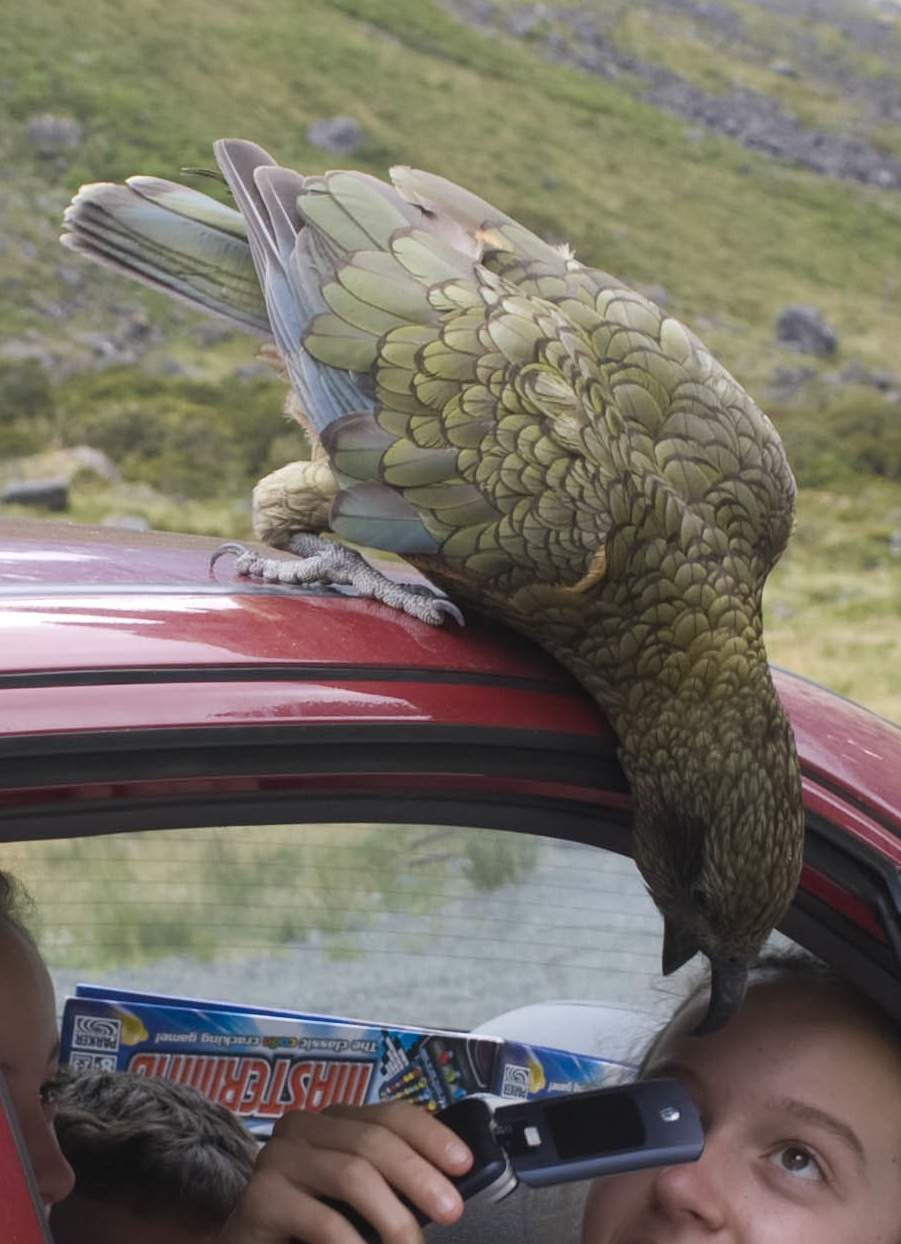
کیا در حال ترساندن توریست‌ها

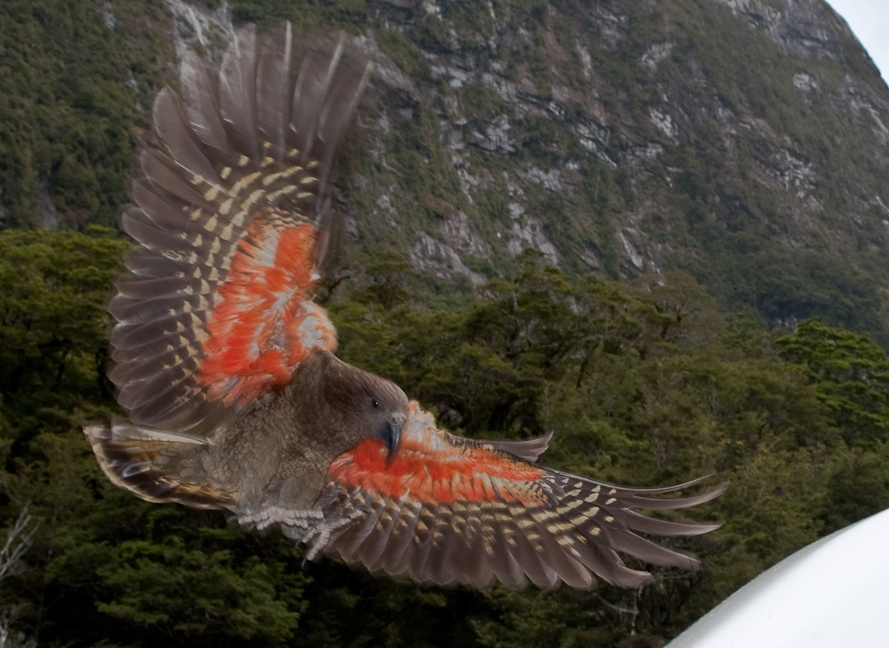
کیای پر نارنجی در حال فرود